# Трентино Волей
Енърджи Т.И. Трентино е професионален волейболен клуб в град Тренто, Италия.
От своето основаване през 2000 г. играе неизменно в Италианската волейболна лига, за Купата на Италия и Суперкупата на Италия.

## Ерата Стойчев
През 2007 г. за старши треньор е назначен Радостин Стойчев, с когото още първия сезон стигат до шампионската титла. Следват още две титли от шампионата на Италия, четири от Световния клубен шампионат, три купи на Италия, една суперкупа на Италия и три златни медала от Шампионската лига.
Поради силното българско присъствие на играчи в отбора и българския му треньор Радостин Стойчев в България отборът е известен под името „Бг Тренто“.

### Икономии
В края на сезон 2012-2013, президента Диего Мосна обявява курс на икономии, който води до напускане на голяма част от звездите на отбора. Радостин Стойчев, Матей Казийски, Рафаел де Оливейра и Османи Хуанторена отиват в Халбанк (Анкара, Турция), Ян Щокр поема за Динамо (Краснодар, Русия).
Новия състав, воден от Роберто Серниоти, се гради около Емануеле Бирарели и Цветан Соколов, който се завръща от Кунео. Още в началото на сезон 2013-2014 Тренто печели трофей, като се налага над Мачерата в двубоя за суперкупата на Италия. На световното клубно първенство този път се класират на трето място. Завършват сезона на пето място в Италия.

### Ново начало на българския тандем
След неуспешния сезон през 2014-2015 начело на отбора се завръща Радостин Стойчев, а в състава отново са привлечени Матей Казийски и полския разпределител Лукас Жигадло.  На мястото на заминалия за Турция Цветан Соколов е привлечен опитния словак Мартин Немец, а в края на сезона, за плейофната фаза се завръща и Митар Джурич.
През сезона отборът играе на три финала – за купата на ЦЕВ, за купата на Италия и за шампионата на Италия. Спечелват само последния и стават шампиони.
Сезон 2015-16 година. Отборът е напуснат от Матей Казийски, който заминава да се състезава в Япония. Българското присъствие продължава в лицето на Георги Братоев. Отборът достига до три финала – за Шампионската лига срещу Зенит (Казан), за купата и суперкупата на Италия, но губи и трите. В първенството отпада на полуфинал срещу DHL (Модена).
В края на сезона Радостин Стойчев напуска клуба.

### След българите
През сезон 2016-2017 отборът е поет от Анжело Лоринцети и достига до финалните битки за купата на ЦЕВ, където след спечеления първи двубой, губи втория и „златния гейм“ определя французите за носители на купата.
През 2018-2019 Тренто спечелва купата на ЦЕВ, след победа на финала над Галатасарай (Истанбул, Турция).

## Успехи
- Шампион на Италия – 2008, 2011, 2013, 2015
- Носител на Купата – 2010, 2012, 2013
- Суперкупа на Италия – 2011, 2013
- Шампионска лига – 2009, 2010, 2011
- Световен клубен шампион – 2009, 2010, 2011, 2012 (рекорд)
- Носител на Купата на ЦЕВ - 2019

## Състав за сезон 2015-2016
- 2  Габриеле Нели
- 4  Олег Антонов
- 5  Тициано Мацоне
- 6  Георги Братоев
- 8  Карло де Анжелис
- 9  Симоне Жианели
- 10  Филипо Ланца
- 11  Себастиан Соле
- 12  Митар Джурич
- 13 Масимо Колачи
- 15  Симон ван дер Воорде
- 17  Тине Урнаут
- 18  Даниеле Мацоне